# Armix
Armix è un comune francese di 26 abitanti situato nel dipartimento dell'Ain della regione dell'Alvernia-Rodano-Alpi.

## Storia

### Simboli
Lo stemma è stato adottato il 10 aprile 2024. 
Il pastorale ricorda che il comune dipendeva dalla signoria dell'abbazia di Saint-Sulpice di Thézillieu; il leone di armellino era l'emblema del Bugey; il faggio indica che il 68 % del territorio comunale è coperto da foreste e la pecora che si tratta di una località prettamente agricola.

## Società

### Evoluzione demografica
Abitanti censiti